# Friedrich Wilhelm Tobias Hunger

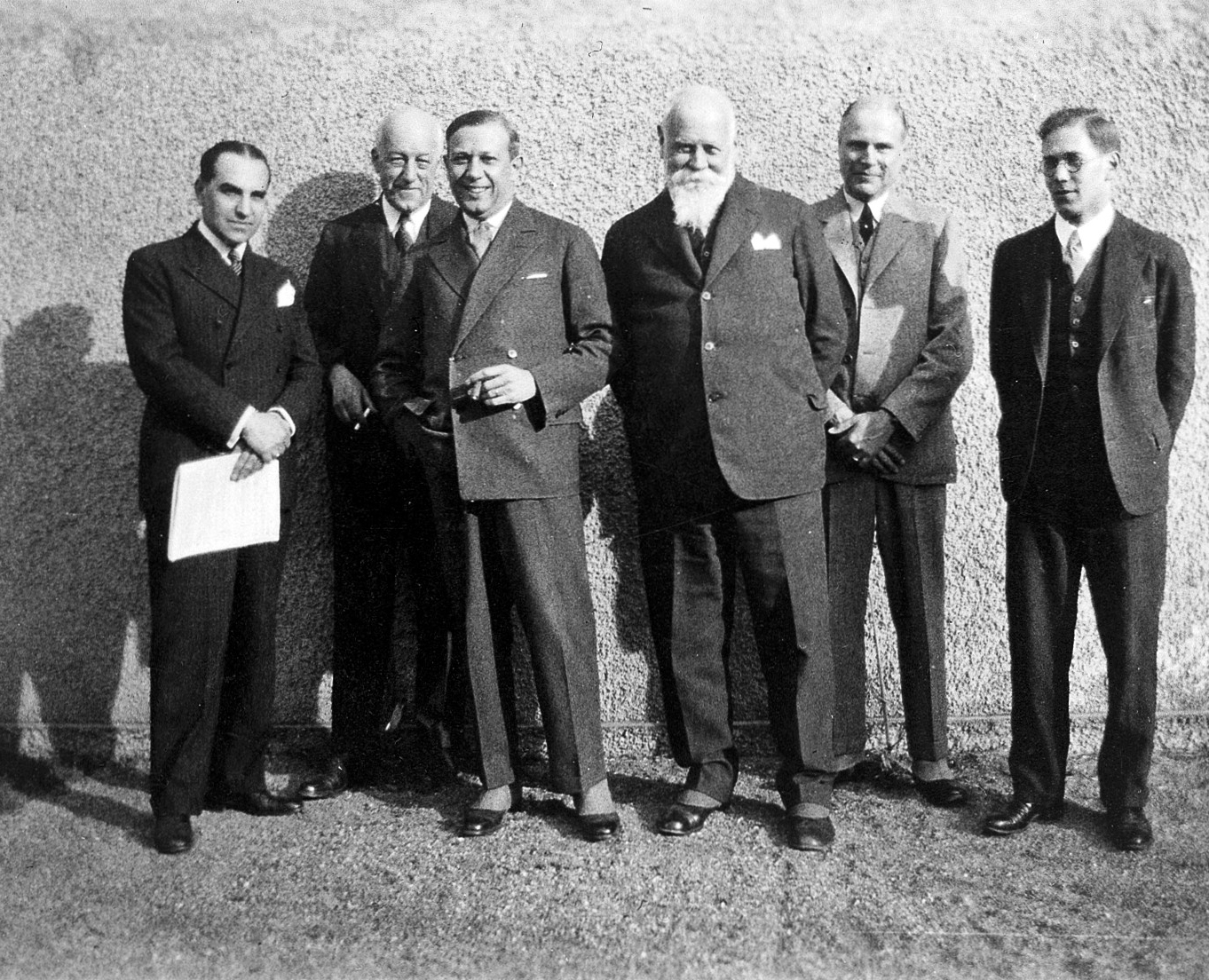
Von li. nach re. Stephen d’Irsay, Arnold C. Klebs, Henry E. Sigerist, Karl Sudhoff, Friedrich Wilhelm Tobias Hunger, Owsei Temkin. Leipzig 1929

Friedrich Wilhelm Tobias Hunger (* 1874 in Amsterdam; † 1952 in Voorschoten) war ein niederländischer Botaniker und Wissenschaftshistoriker. 

## Leben und Wirken
Als Sohn eines Tabakhändlers in Amsterdam geboren studierte Hunger Botanik in Leiden und schloss mit der Promotion ab. Es folgten Forschungsaufenthalte in Jena und in Brüssel. 1899 wurde er nach Buitenzorg in West-Java in den Botanischen Garten von Buitenzorg (Lands Plantentuin) zur Erforschung von Lebens-, Anbau- und Krankheitsbedingungen tropischer Kulturpflanzen berufen. Dort blieb er bis 1911, die beiden letzten Jahre als Leiter der Versuchsstation. 
Zurück in den Niederlanden erwarb er sich einen guten Ruf auf dem Gebiet der Geschichte der Medizin und der Botanik. Zwischen 1917 und 1923 war er Privatdozent für Geschichte der Biologie an der Universität Leiden. Im Wintersemester 1932 / 1933 gehörte er zu einer Gruppe von Geschichtswissenschaftlern, die unter Leitung von Johan Huizinga über die Wissenschaft der Renaissance forschte. 1936 wurde er Direktor des Instituts für Geschichte der Medizin und der Naturwissenschaften in Leiden. Er organisierte Gedenkveranstaltungen, z. B. über Clusius (1926) und über Boerhaave (1938).

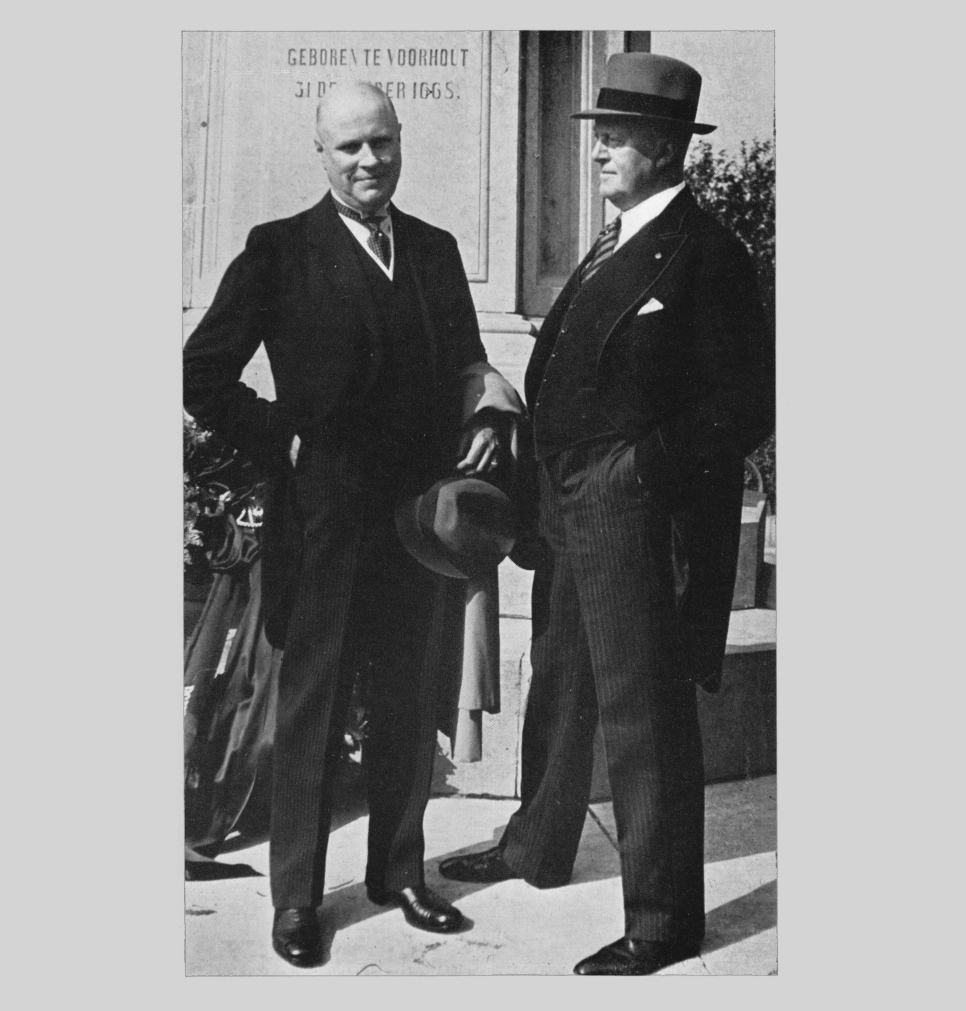
Leiden 1938. F.W.T. Hunger (li.) und B.W.Th. Nuyens (1866–1945)

Während des Zweiten Weltkriegs unterhielt Hunger bis 1943 enge Kontakte zu Kollegen in Deutschland und in Österreich. Bei seinen Arbeiten zur Clusius-Biographie arbeitete er eng mit Robert Teichl und mit Albert Massiczek zusammen, die beide nach dem Krieg wegen ihrer Mitgliedschaft in der NSDAP entlassen wurden. Der vierhundertste Todestag des Paracelsus wurde 1941 sowohl in Salzburg (Todesort) als auch in Einsiedeln (Geburtsort) gefeiert. Hunger wählte die Salzburger Veranstaltung und schickte von dort aus eine Dankesadresse an den Deutschen Führer. Nach dem Krieg kam es innerhalb der Gesellschaft für Geschichte der Medizin und der Naturwissenschaften zu Ausschlussverfahren gegen NS-belastete Mitglieder. Johann Theunisz, mit dem Hunger eng zusammengearbeitet hatte, erwies sich als Mitglied der Niederländischen National-Sozialistischen Bewegung (NSB) und wurde ausgeschlossen. Hunger weigerte sich, persönliche Konsequenzen zu ziehen, musste aber 1946 doch von seinen Ämtern zurücktreten. Es wurde bekannt, dass er mit dem Bürgermeister von Leiden, Raimond N. de Ruijter (NSB-Mitglied der ersten Stunde) in engem Kontakt gestanden hatte.

## Schriften (Auswahl)
- Overzicht der Ziekten en Beschadigingen van het blad bij Deli-Tabak. In: Mededeelingen uit `s Lands Plantentuin XLVII.  G. Kolff & Co., Batavia 1901 (Digitalisat)
- Een Bacterie-Ziekte der Tomaat. In: Mededeelingen uit `s Lands Plantentuin XLVIII.  G. Kolff & Co., Batavia 1901 (Digitalisat)
- Statistiek over den regenval van de tabaks-ondernemingen ter Sumatra’s Oostkust. In: Mededeelingen uit `s Lands Plantentuin LXIX.  G. Kolff & Co., Batavia 1904 (Digitalisat)
- Cocos nucifera. Handboek voor de kennis van den cocos-palm in Nederlandsch-Indië, zijne geschiedenis, beschrijving, cultuur en producten. Amsterdam 1916
- Charles de l’Écluse (Carolus Clusius) Nederlandsch kruidkundige, 1526–1609. 2 Teile, Den Haag: M. Nijhoff, 1927–1943. (Text Niederländisch und Deutsch, Dokumente in Latein.)
- Bernardus Paludanus (Berent ten Broecke) (1550–1633). In: Janus Band 32 (1928), S. 352–364 (Digitalisat)
- als Hrsg.: The Herbal of Pseudo-Apuleius. From the ninth-century manuscript in the abbey of Monte Cassino (Codex Casinensis 97) together with the first printed edition of Johannes Philippus de Lignamine (Editio princeps, Romae 1481), both in facsimile, described and annotated. Brill, Leyden 1935.